# French Connection II
French connection II is een Amerikaanse film uit 1975. De film is een vervolg op de politiefilm The French Connection uit 1971. De film werd geregisseerd door John Frankenheimer en had in de hoofdrol opnieuw Gene Hackman.
Waar The French Connection gebaseerd was op waargebeurde feiten, is de tweede film een verzonnen verhaal. Het personage van Hackman (Popeye Doyle) is naar Frankrijk gebracht, naar Marseille. Daar zet hij de achtervolging op de Franse drugsdealer uit de eerste film voort. Hackman en Fernando Rey zijn de enige acteurs die ook in de eerste film speelden.
The French Connection won vijf Oscars, zijn opvolger kon dit succes niet evenaren.

## Rolverdeling
| Acteur               | Personage             |
| -------------------- | --------------------- |
| Gene Hackman         | Doyle                 |
| Fernando Rey         | Alain Charnier        |
| Bernard Fresson      | Barthélémy            |
| Philippe Léotard     | Jacques               |
| Ed Lauter            | Generaal Brian        |
| Charles Millot       | Miletto               |
| Jean-Pierre Castaldi | Raoul                 |
| Cathleen Nesbitt     | Oude dame             |
| Samantha Llorens     | Denise                |
| André Penvern        | Barman                |
| Reine Prat           | Meisje aan het strand |
| Raoul Delfosse       | Nederlandse kapitein  |
| Ham-Chau Luong       | Japanse kapitein      |
| Jacques Dynam        | Inspecteur Genevoix   |
| Malek Kateb          | Algerijnse chef       |